# Congrés Internacional de Matemàtics de 2014
El Congrés Internacional de Matemàtics de 2014 va ser el vint-i-setè Congrés Internacional de Matemàtics celebrat a Seül, Corea del Sud, del 13 d'agost al 21 d'agost de 2014.
El tema del congrés va ser "Somnis i esperances per a principiants tardans". L'Assemblea Nacional de Corea del Sud va aprovar una resolució a favor del Congrés Internacional de Matemàtics de Seül el novembre de 2013, i el govern de Corea del Sud va declarar el 2014 com l'Any de les Matemàtiques de Corea per maximitzar l'impacte del Congrés Internacional de Matemàtics de Seül a Corea. Diverses grans empreses van fer importants donacions a aquest Congrés destacant la creixent importància de les matemàtiques.
5.000 matemàtics de 125 països van participar al Congrés de Seül. El comitè organitzador del Congrés Internacional de Matemàtics 2014 va convidar a aquest congrés 1.000 matemàtics de països en desenvolupament.
Durant aquest congrés, es va atorgar per primera vegada una medalla Fields a una matemàtica, concretament a Maryam Mirzakhani, i la primera Medalla Fields a un matemàtic del Brasil, a Artur Avila. Aquest Congrés també va posar èmfasi en els programes de divulgació de les matemàtiques. Les conferències públiques de Jim Simons i el guanyador del premi Leelavati, els partits de Baduk contra professors de renom i la projecció de pel·lícules de matemàtiques, per citar-ne algunes, van ser possibles gràcies als esforços de l'equip de divulgació del Congrés.
Aquest Congrés és el quart que s'organitza a Àsia, després del 1990 al Japó, el 2010 a l'Índia i el 2002 a la Xina.

## Logotip
El logotip del Congrés Internacional de Matemàtics de 2014 presenta dues espirals daurades que creixen i s'expandeixen en el temps amb la proporció àuria. Representa el creixement en ordre matemàtic i simbolitza els somnis i les esperances dels que han començat tard.
El logotip en forma de S recorda la S de Seül, com també ho és la imatge "Taegeukgi" de la bandera coreana. Tae-Geuk simbolitza l'harmonia del Yin i el Yang. El color vermell és Yang, amor i passió. El color blau és Yin, intel·ligència i somni. El Yin i el Yang, però, comencen amb el mateix color i forma, representant la unitat de l'univers.

## Lloc

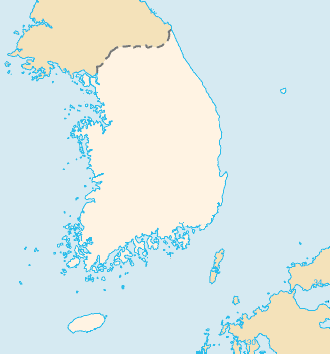
Mapa de Corea del Sud

L'any 2010, a Bangalore, l'Assemblea General de la Unió Matemàtica Internacional va votar a favor de la candidatura de Seül per al Congrés Internacional de Matemàtics de 2014. La proposta va ser presentada per la Societat de Matemàtiques de Corea del Sud i defensada per Hyung Ju Park.
L'únic inconvenient de Corea del Sud va ser la seva història relativament curta de recerca en matemàtiques modernes.
El govern coreà va proporcionar al comitè local del Congrés una subvenció en efectiu de 250.000 USD per ajudar-los amb tots els seus esforços de licitació. A més, el president de Corea del Sud, Myung-bak Lee, va escriure una carta de suport per acompanyar la proposta del Congrés. A més, el govern coreà va prendre la decisió d'oferir suport financer al Congrés Internacional de Matemàtics de Seül. El suport va superar els 3.000.000 USD.
L'expectativa del Congrés Internacional de Matemàtics del 2014 era un punt d'inflexió per a les matemàtiques a Corea del Sud; arribar al públic i que aquests siguin reconeguts per la societat.
Durant el Congrés, Corea del Sud es trobava enmig d'una crisi educativa que afectava les matemàtiques.

## Premis

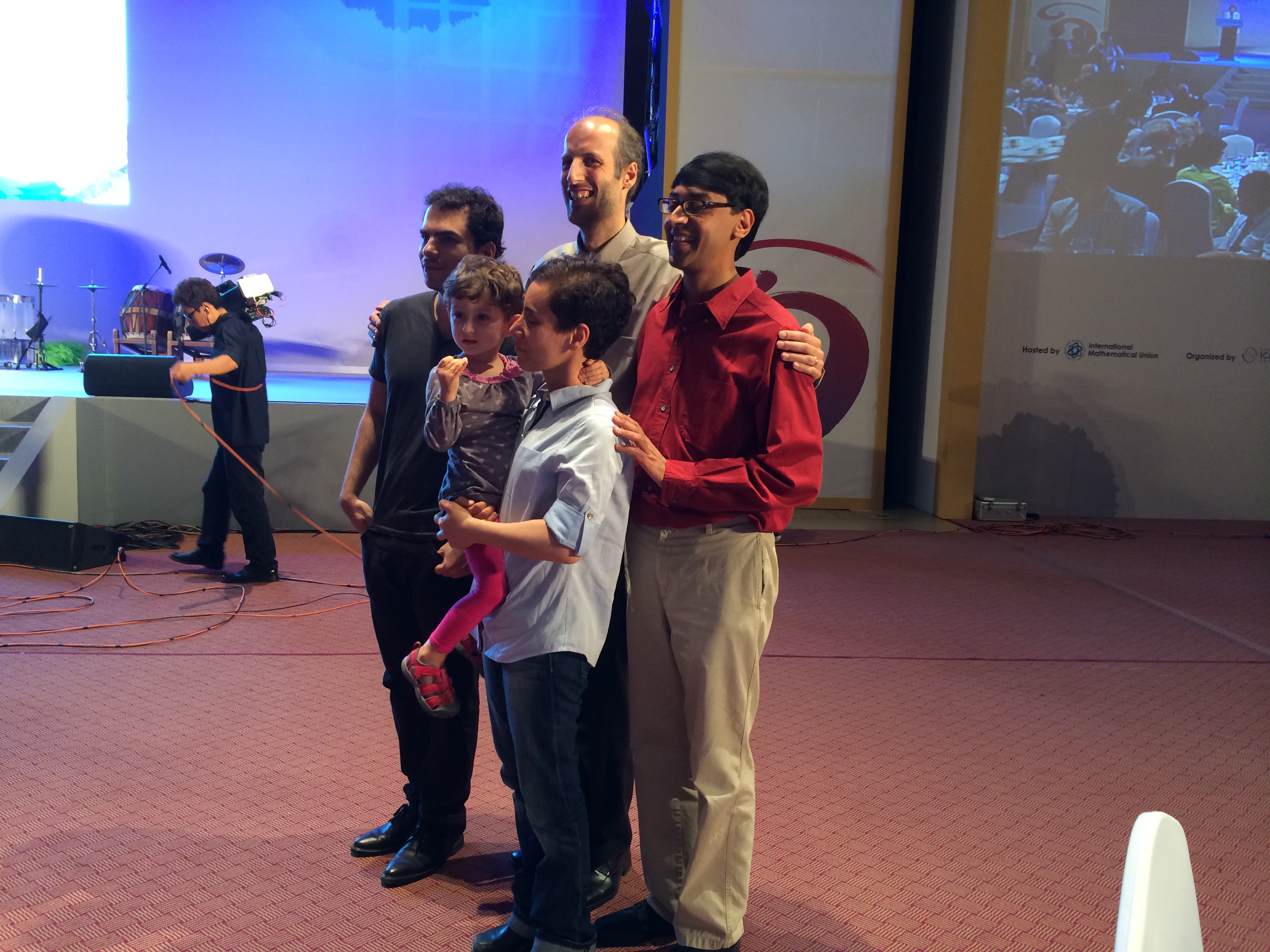
Medalls Fields d'esquerra a dreta Artur Ávila, Martin Hairer (esquena), Maryam Mirzakhani, (amb la seva filla, Anahita) i Manjul Bhargava

Les medalles Fields es van atorgar a Maryam Mirzakhani pel seu treball sobre superfícies matemàtiques, a Artur Avila pel seu treball sobre sistemes dinàmics, a Manjul Bhargava pel seu treball sobre la teoria dels nombres, i a Martin Hairer pel seu treball sobre equacions diferencials.

 El president iranià va felicitar Maryam Mirzakhani després que guanyarà la Medalla Fields:
Felicitats a Maryam Mirzakhani per convertir-se en la primera dona a guanyar la medalla Fields, fent-nos sentir molt orgullosos als iranians.
Destaca que el president va posar el tweet amb una imatge sense vel de Maryam.
El Premi Nevanlinna va ser per a Subhash Khot, pel seu treball per entendre la complexitat dels algorismes i trobar maneres de fer-los més eficients. El Premi Gauss va ser atorgat a Stanley Osher pel seu treball amb aplicacions de processament d'imatges i visió per computador. I la medalla Chern va ser atorgada a Phillip Griffiths pel seu treball en geometria algebraica, geometria diferencial i equacions diferencials.
Adrián Paenza, va rebre el premi Leelavati per les seves decisives contribucions a canviar la mentalitat de tot un país sobre com percep les matemàtiques.